# Falla tectónica suiza de Sardona

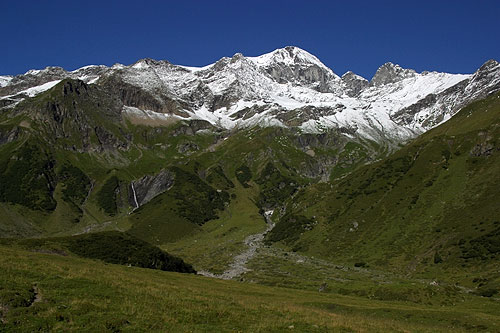
El Piz Sardona desde Calfeisental

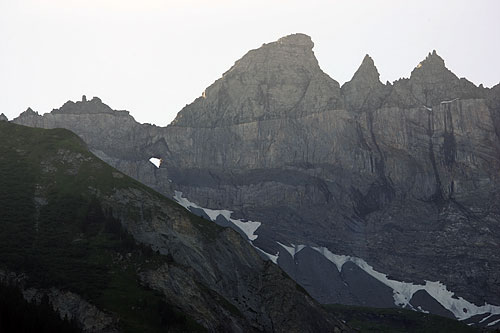
Martinsloch

El cabalgamiento de Glaris (en alemán: Glarner Überschiebung) es una importante falla de cabalgamiento en los Alpes del este de Suiza. A lo largo del cabalgamiento, las napas helvéticas se desplazaron más de 100 km al norte sobre el externo macizo de Aar y el complejo Infrahelvético. El cabalgamiento forma el contacto entre las capas de rocas permo-triásicas más antiguas (helvéticas) del grupo Verrucano y las calizas jurásicas y cretáceas más jóvenes (externas) y el flysch del Paleógeno y molasa.
El cabalgamiento de Glaris se extiende sobre un área relativamente grande en los cantones de Glaris, St. Gallen y Graubünden, debido a su orientación horizontal y al alto relieve local. Los afloramientos más famosos son los de Lochsite, cerca de la ciudad de Glaris, y en un acantilado de montaña llamado Tschingelhörner entre  Elm y Flims (en el mismo acantilado hay un agujero natural llamado Martinsloch).
El sitio tectónico suizo del Sardona es un espacio natural situado alrededor del Piz Sardona inscrito en el Patrimonio de la Humanidad desde 2008.

Situado en el nordeste de Suiza, este sitio abarca una zona montañosa de 32.850 hectáreas en la que se alzan siete picos de más de 3.000 metros de altura. Constituye un ejemplo excepcional de la orogénesis por colisión continental y presenta secciones geológicas excelentes debido al empuje tectónico, es decir el fenómeno por el que las rocas más antiguas y profundas ascienden y pasan por encima de las más recientes y superficiales. El sitio, que se caracteriza también por una clara exposición tridimensional de las estructuras y procesos característicos de este fenómeno, se considera de importancia capital para las ciencias geológicas desde el siglo XVIII. Los Alpes del cantón de Glaris son montañas heladas que dominan un paisaje espectacular de angostos valles fluviales. En ellos se encuentra el mayor corrimiento de tierras sobrevenido en la región de los Alpes centrales en el periodo posterior a la glaciación.
Descripción del «Sitio tectónico suizo del Sardona» en el sitio de la Unesco 

## Patrimonio de la Humanidad
Las fallas de cabalgamiento de este tipo no son infrecuentes en muchas cadenas montañosas de todo el mundo, pero el cabalgamiento de Glaris es un ejemplo bien accesible y, como tal, ha jugado un papel importante en el desarrollo del conocimiento geológico sobre la construcción de montañas. Por esta razón, el área en la que se encuentra el cabalgamiento fue declarada geotopo, un sitio geológico del Patrimonio de la Humanidad de la UNESCO, bajo el nombre de «Swiss Tectonic Arena Sardona». El área de esta «arena tectónica» comprende 32 850 hectáreas de paisaje principalmente montañoso en 19 comunidades entre Surselva, Linthal y el lago de Walen.  En la arena hay una serie de picos de más de 3000 metros, como el Surenstock (su nombre en romanche es Piz Sardona, de donde proviene el nombre), Ringelspitz y Pizol.
En 2006, el gobierno suizo hizo una primera propuesta para declarar  la región patrimonio mundial a la Unión Internacional para la Conservación de la Naturaleza (UICN). La UICN entonces no encontró que el área tuviera un valor extraordinario o universal y denegó la propuesta. Los suizos hicieron una nueva propuesta, esta vez exitosa en marzo de 2008. La región fue declarada patrimonio mundial en julio de 2008, porque «el área muestra un ejemplo excepcional de construcción de montañas a través de la colisión continental y presenta excelentes secciones geológicas a través del cabalgamiento tectónico».
El Museo Americano de Historia Natural de Nueva York expone una reconstrucción a gran escala del cabalgamiento de Glaris.

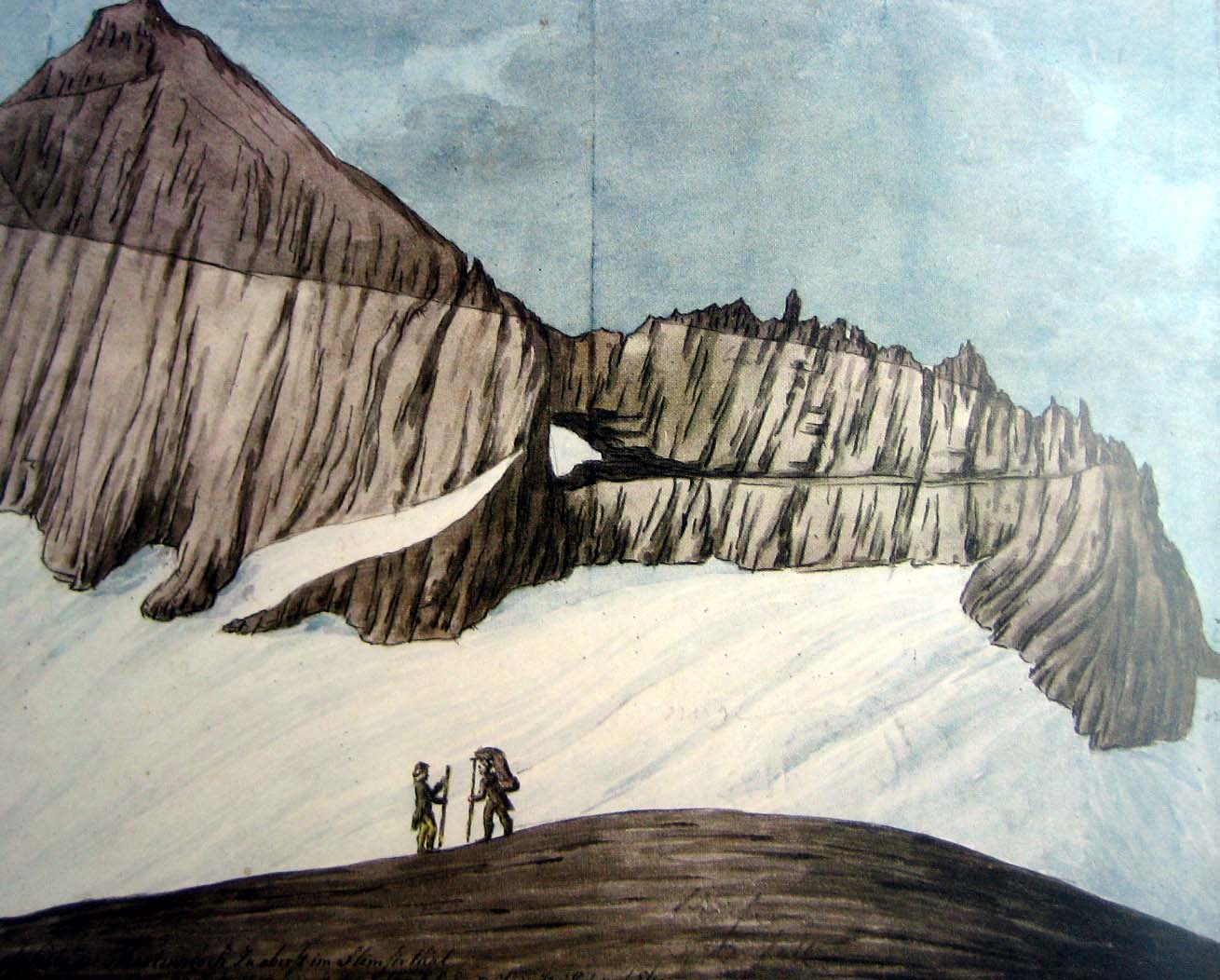
Dibujo del cabalgamiento de Glaris en el Tschingelhörner, de Hans Conrad Escher von der Linth, 1812.

## Historia
El primer naturalista que examinó el cabalgamiento de Glaris fue Hans Conrad Escher von der Linth (1767-1823). Escher von der Linth descubrió que, en contradicción con el principio de superposición de Steno, las rocas más antiguas estaban sobre las más jóvenes en ciertos afloramientos en Glaris. Su hijo Arnold Escher von der Linth (1807-1872), el primer profesor de geología en la ETH de Zürich, hizo un mapa de la estructura con más detalle y concluyó que podría ser un gran cabalgamiento. En ese momento, la mayoría de los geólogos creían en la teoría de los geosinclinales, que establece que las montañas están formadas por movimientos verticales dentro de la corteza terrestre. Escher von der Linth tuvo dificultades para explicar el tamaño de la falla de cabalgamiento. En 1848, invitó al geólogo británico Roderick Murchison, una autoridad internacional, a viajar y observar la estructura. Murchison estaba familiarizado con fallas de cabalgamiento más grandes en Escocia y estuvo de acuerdo con la interpretación de Escher. Sin embargo, el propio Escher se sintió inseguro acerca de su idea y cuando publicó sus observaciones en 1866, interpretó en cambio el cabalgamiento de Glaris como dos grandes anticlinales estrechos y volcados. Esta hipótesis era bastante absurda, como él mismo admitió en privado.
El sucesor de Escher como profesor en Zürich, Albert Heim (1849-1937), se atuvo inicialmente a la interpretación de su antecesor de dos anticlinales. Sin embargo, algunos geólogos favorecieron la idea de un cabalgamiento. Uno de ellos fue Marcel Alexandre Bertrand (1847-1907),  quien interpretó la estructura como un cabalgamiento en 1884, después de leer las observaciones de Heims. Bertrand estaba familiarizado con la falla del Midi (orogenia varisca), una gran falla de cabalgamiento en las Ardenas belgas. Mientras tanto, los geólogos británicos comenzaron a reconocer la naturaleza de las fallas de cabalgamiento en las Tierras Altas de Escocia. En 1883, el geólogo escocés Archibald Geikie (1835-1924) aceptó que las Tierras Altas son un sistema de cabalgamiento. Los geólogos suizos  Hans Schardt y Maurice Lugeon (1870-1953) descubrieron en 1893 que en el oeste de Suiza, las capas de roca jurásica también se encuentran sobre la molasa más joven, y argumentaron que la estructura de los Alpes es una gran pila de napas, grandes láminas de roca que se han lanzado una encima de la otra.  A finales de siglo, Heim también estaba convencido de la nueva teoría. Él y otros geólogos suizos comenzaron a trazar mapas de las nappes de Suiza con más detalle. A partir de ese momento, los geólogos comenzaron a reconocer grandes cabalgamientos en muchas cadenas montañosas de todo el mundo.
Sin embargo, todavía no se entendía de dónde venían las enormes fuerzas que movían las nappes. Sólo con la llegada de la teoría de la tectónica de placas en la década de 1950 se encontró una explicación. En la tectónica de placas, el movimiento horizontal de las placas tectónicas sobre la suave astenosfera de la Tierra provoca fuerzas horizontales dentro de la corteza. Actualmente, los geólogos creen que la mayoría de las cadenas montañosas están formadas por movimientos convergentes entre placas tectónicas.